# Fate/EXTELLA
『Fate/EXTELLA』（フェイト/エクステラ）は、2016年11月10日に発売されたTYPE-MOONのビジュアルノベル『Fate/stay night』を原作とするアクションゲーム。原作担当のTYPE-MOONとマーベラスが開発し、発売はマーベラスが行う。本項目では続編の『Fate/EXTELLA LINK』（フェイト/エクステラ リンク）についても説明する。

## 概要
月の聖杯戦争後の世界を題材とする本作は、英霊（サーヴァント）を操作して多くの敵を倒していくアクションゲームである。
Fateシリーズのキャラクター原案者である武内は本作の位置づけについて、「同時期に制作したRPG作品『Fate/Grand Order』とは合わせ鏡のような作品であり、『Fate/stay night』へのカウンターや『Fate/EXTRA』の単なる続編でもない」と述べている。

## システム
戦闘
各勢力には将と副官となるサーヴァントが存在し、領域の支配権である「レジムマトリクス」を得るため、セクターと呼ばれる拠点を奪い合う。
プレイヤーは敵軍より先に15カウントのレジムマトリクスを奪取し、敵総大将となるサーヴァントの撃破を目指す。逆に、先に15カウント奪われてしまうと、こちらのHPが残っていても敗北となる（一度15カウント先取してしまえばこの敗北条件は撤廃される）。レジムマトリクスはお互いのサブサーヴァント撃破によっても増減する。
なお、各ステージには難易度が設定されており、難易度の高さと入手できるアイテムの質は比例する。
攻性プログラム
『Fate/EXTRA』『Fate/EXTRA CCC』にも登場した汎用の敵キャラクター。今回は領域の支配者がレガリアの力で使役し、戦場に多数出現する兵力となっている。
「ソルジャー」「コマンダー」「スナイパー」「ドレッドノート」「プラント」「スラッシャー」「リーコン」の数種類が存在する。このうち「コマンダー」「プラント」「ドレッドノート」「スラッシャー」といった大型の種は、「アグレッサー」としてサーヴァントとともにセクターの侵攻・防衛にあたる。
このうち、プラントは特別な立ち位置にあり、常にセクターに一体しか存在できず一部例外を除けば最大で2体までしかステージ中に同時出現しない。ただし、1体撃破された状態だとほどなく新しいプラントが出現する。また、進軍にも参加せず、逆に敵勢力を進軍させる立場である。戦闘に入ると、時折コマンダー（最弱のアグレッサー）を3体ほど増やしつつ、逃げ回ったり宙を浮いて攻撃されにくくする、といった行動をとる。宙を浮いた場合、ジャンプ弱攻撃を全弾当てるか強攻撃を1発当てることで落下させることができる（強攻撃は真下にしか当たり判定がないキャラもいるが）。
セクター
1 - 4カウントのレジムマトリクスを割り当てられた拠点。多数の攻性プログラムにより防衛されており、一定数倒されるとアグレッサーが数体まで出現する。アグレッサーが全滅すると、セクター及びレジムマトリクスの所有が切り替わる。アグレッサーにはサーヴァントが含まれている場合もある。
ステージによっては中立のセクターが存在するが、それらは拠点内に隠された「ロストマトリクス」を全て発見することで獲得できる。
評価
ステージクリア後、撃破数・コンボ数・被ダメージ量・占領セクター数に応じて評価が下される。大まかな基準はあるが、サーヴァント戦しかないステージや時間制限があるステージでは基準が甘くなる。
最高評価であるEXを獲得するには全ての項目でEXを取得する必要がある。とりわけ、セクター数は基本的に全セクター占領が条件であるため、占領の仕方を間違えると（ステージ次第では間違えなくても）ボスサーヴァントに追われながら占領する羽目になる。
一方、セクターを奪われた回数や時間は評価には入らない。そのため高評価をとるには、撃破数を稼ぐために相手をあまり早く殲滅せず適当にセクターを残しつつ、必要とあればサーヴァントや高ポイントセクターをあえて見殺しにする、という効率的とは言えない戦法をとる必要がある。また、後述のインストールスキルも、ダメージを下げるための防御系スキルとそれ以外のスキルとの配分も考慮する必要がある。
進め方
まず注意点として、ステージごとの固定イベントを除けば基本的に自軍は敵勢力の侵攻に対して100％敗北する（サーヴァント対アグレッサーであっても同様）。また、同じくイベント以外で進軍するということもない。そのため、進軍・防衛はあくまでプレイヤーが操作するサーヴァントがやらなければならない。
プラントやサーヴァントがいるセクターからはマーカーが伸びていき、自セクターに到達すると進行が開始される。ただし、このマーカーの伸長は進軍元であるセクターに侵入している間は一時的に停止し、プラント・サーヴァントを撃破できればマーカー自体が消滅する。
基本的にマーカーが到達するまでの猶予はせいぜい2セクター制圧できるか否か程度であるため、2セクター以上同時に侵攻されるといくら防衛しても手が足りなくなることが多い（プラントはほぼ常時2体存在しているので、こういう事態はままある）。そのため、プラントやサーヴァントがいるセクターを優先的に狙っていくのが常套手段となる。ただし、サーヴァントはイベントにより強化されていたりする場合があり、その場合は他の制圧を優先する必要がある。
レジムマトリクスが完成すると、基本的に決まったセクターにボスサーヴァントが出現する。ポータルという転送装置が出現し、そこからボスがいる部屋へワープする場合もある（設定的にはこちらが本来のケースらしいが、実際はポータルの方が少ない）。セクターに出現したサーヴァントは、自身がいるセクターにプレイヤーがいない場合、プレイヤーのいるセクターに強制的に移動してくる。一方、セクターの制圧はほとんど行わない。
ムーンクランチ / ムーンドライヴ
ムーンセルの魔力を使い使用中のサーヴァントを強化する能力。攻撃のヒットにより充填されるドライヴゲージが最大になると使用可能（コンボ数が増えると増加量アップ）。礼装次第ではコードキャストによって最大になっていなくても使用できる。また、相手もHPが減少すると使用してくる。
攻撃力・防御力が大幅に上昇し、敵のガードを破壊するガードブレイク攻撃が可能になるが、効果中はエクステラマニューバや宝具は使用できない。また、敵味方ともに常時被弾による怯みが発生しなくなる（スーパーアーマー）。ただし、お互いムーンクランチ/ムーンドライブ状態であれば、相手のスーパーアーマーを無効にできる。
ネロかタマモを使用している時は形態変化「ムーンクランチ」となり、攻撃パターンが変化し、より強力な技を使うように変化する。それ以外のサーヴァントを使用している場合は、外見が変化しない強化術式「ムーンドライヴ」となる（ムーンクランチが優位という訳ではない）。
エクステラマニューバ
全サーヴァントの必殺技としてムーンセルが付与した対軍スキル、及びそれを発動させるためのゲージ。始動攻撃をヒットさせた対象とその周囲広範囲の敵に、ゲージを消費して大ダメージを与える（直接ヒットさせた相手へのダメージが最も多い）。追加でゲージを消費して連続攻撃を行うことも可能である。連続攻撃をした場合、コンボ数が大幅に増加するが威力だけで見れば追加消費せずに連発したほうが強力。
ゲージ量はステータスの一つ「EM」で表示される。
ゲージは攻撃のヒットやドロップアイテムで回復できる。
ファンタズムサーキット
本作において、サーヴァントの持つ切り札「宝具」の発動に必要なアイテム。3つすべて集めると、セクター全域の敵を殲滅する超必殺技が1度だけ使えるようになる。
敵サーヴァントの宝具は発動前の予兆時に攻撃で阻止する事が可能。ステージに最大3つ散らばっている他、敵サーヴァントの宝具開放を中断させることでもファンタズムサーキットを奪うことが出来る。
基本的にフィールドに落ちているのは2つであることが多い。
令呪
マスターの身体にきざまれた最大三画からなる文様。一画毎にサーヴァントに対する絶対命令権であり、聖杯戦争ではマスターとしての参加権を兼ねていた。今作では出撃毎に令呪が最大3回分まで再装填されるようになった。
復活
令呪を1つ消費し、操作サーヴァントを復活させる。
限界突破
3つすべての令呪を消費して、操作サーヴァントを一定時間強化した状態で復活させる。一度でも復活を使っていると使用不可。
任意のタイミングで能力アップだけを行うこともできる。
状態異常
キャラの攻撃や後述のセクタートラップには属性が付与されている場合があり、その属性に応じてランダムで状態異常が付与される。付与率は攻撃の種類とインストールスキルによる。
属性攻撃をする敵は、それに該当する色の光やエフェクトを纏っている。
属性によっては常にこの属性を有している雑魚敵がおり、大体何かしら厄介な特性がある一方、一度倒すとそのセクターを出るまで再出現しないことが多い。
受けた状態異常はコードキャストを使うか時間経過で解除される。
ボスサーヴァントであっても状態異常が無効化されることはないため、キャラによっては嵌め倒すことも可能。
毒
アイコンはドクロで、色は紫。時間経過でHPが減少していく。
弓タイプの雑魚敵は常にこの属性を持っている。弓タイプはかなり射程が長い上に再出現可能という特性があり、一度倒しても気が抜けない。
炎上
アイコンは炎で、色は赤。効果は毒同様。
球体投擲タイプの雑魚敵は常にこの属性を持っている。射程は長くないが攻撃頻度が比較的多く、セクターによっては初期配置の敵がすべてこれというケースがある。
感電
アイコンは雷で、色は黄色。ただし、敵のエフェクトは電気を纏っている形。移動はできるが攻撃しようとすると失敗して一瞬固まる。
飛行タイプの雑魚敵が常にこの属性を持っている。射程こそ長くないが、名前通り空を飛んでいるため、対空攻撃・ジャンプ攻撃・エクステラマニューバなどで処理しなければならない。
氷結
アイコンは氷で、色は白または青。一切の行動ができなくなるが、強い攻撃で解除される。
固定でこの属性を持つキャラはいない様子。他の属性に比べると、全身がうっすら白くなる程度と見分けづらい。
セクタートラップ
特定のセクターに設定されている、対侵入者用の罠。敵陣営にある場合のみ有効となる。ステージ選択画面で、現在の難易度で各ステージにどのようにトラップが配置されているか確認が可能。
敵陣営のトラップ付きセクターに侵入すると、ある程度時間が経過した後に起動して大ダメージ＆状態異常を受ける。高難易度では一撃で瀕死になりかねないほどの威力があるが、一度しか発動しない。
回避するためには、特定の属性を無効にするコードキャストを使うのが正当な手段。使うべきタイミングになるとサーヴァントが警告を入れてくれるので、そのときに使用すれば回避ができる（有効時間が短いため事前使用は無意味）。それ以外には、事前に防御力を高めるスキルの大量装備・防御力アップのコードキャスト・ムーンクランチやムーンドライブを使ってダメージを抑える、という手段がある。
難易度が低いと数が少なく種類も1つだけだが、高難易度となると数は6個前後・種類は3種類と回避が困難となる。そのため、的確な回避にはランクの高い礼装を必要とし、使用する礼装の種類が狭まりやすい。
コードキャスト
マスターの装備・礼装毎に用意されている簡易術式。サーヴァントの戦いを支援することが出来るスキルであり、体力回復やデコイ(囮)を出現させたり、属性効果を一定時間無効化するものや、副官のサーヴァントと操作キャラを入れ替えるなど様々なコードキャストが存在する。
礼装によっては、陣営にかかわらず決まったサーヴァントとの交代機能もあるが、これはフリーモードでのみ効果を発揮する。
礼装の入手には敵の撃破やセクターの占領で手に入るQPとB～EXの強化骨子を消費して「クラフト」する必要がある。同一種類のものを複数作成可能。ただし、作成にはレシピを必要とし、これはアグレッサーからのドロップ・特定のステージを特定の難易度でクリア（EX評価も条件に加わる場合もある）・各サーヴァントの絆レベル30、のいずれかで入手できる。
半分程度の礼装にはコードキャスト枠が「？」となっているものがある。これは、クラフトするたびにコードキャストがランダムで設定される。このランダム性は枠ごとにある程度範囲が決まっている他、同じコードキャストが複数設定される場合もある。
サブストーリー
メインである3人以外のサーヴァントを操作して各キャラ3つのステージをクリアする。ステージごとに前後でイベントが入り、3ステージ目クリアでスチル表示とトロフィー及び新コスチューム獲得が発生する。
このモード専用の機能として「マネーイズパワーシステム」というものがあり、操作可能サーヴァントの中で最もレベルの高いサーヴァントのレベルまでQPを消費することで1レベルずつ上げることができる。必要なポイントはレベルに比例する。
フリーモード
一度クリアしたステージを好みのサーヴァントの組み合わせでプレイするモードで、ストーリーが進むごとに選択可能なサーヴァントが増える。能力値は各ストーリーモードでのレベルに合わせて設定される。
上記の絆レベル30の礼装を使うことで、該当サーヴァントとのチェンジが可能となる。
サイドミッション
一部を除いたミッション開始前に受注できる、絆レベルアップのためのミッション。自陣営に現在いるサーヴァントから、最大5つまで受注できる。
ミッションの内容は、コンボ数・撃破数・制圧セクター数を一定以上稼ぐ、特定のアイテムを獲得する、コードキャスト・エクステラマニューバ・宝具の発動などがある。また、これにHP残量や制限時間が含まれる場合もある。
達成することで、ミッション発注者の絆レベルが確実に1上昇する。
インストールスキル
アグレッサーが落としたり絆レベルが上昇したサーヴァントからもらえたりする、サーヴァントの能力を強化できるアイテム。設定上はサーヴァントのスキルを外付けできるようにしたものであり、名称もそれに基づく。
無印のものと「改」とつく強化バージョンの2種類が存在する。また、攻撃力強化効果を持つ赤、防御力強化効果を持つ青、その他サポート効果を持つ黄の3色が存在している。
複数所持している場合は一つにまとめられて強化される。強化上限は20で、以降は別枠で再入手できる。これによって再入手したスキルも複数個同時装備が可能。
装備できる数は絆レベルによって増加していき、最大で8つまで装備できる。また、装備スロットには魔術回路らしきラインが存在しており、これがつながっているスロット同士に同色のスキルをセットするとそれらすべてが何割か強化される。
スロットのライン構成はキャラごとに異なっており、キャラによっては一つも繋がっていないスロットも存在している。
LINKでの変更点
LINKでは、全体的にシステムの調整が行われている。以下、主な変更点。
- シャドウサーヴァント：アグレッサーの一種として登場。全身が紫になっている。攻撃技などは概ね同じだが、耐久力などは低く、サーヴァントを対象とした効果も受ける。通常アグレッサーとサーヴァントの中間と言える。
- 宝具ゲージの導入：ムーンドライブ中に敵を倒すことでたまる宝具ゲージが最大になれば宝具が発動できるようになった。ファンタズムサーキットも引き続き出現し、こちらも一定量ゲージを上昇させる。発動はタッチではなくL＋×ボタン。全体的に発動しやすくなっており、1ステージ2回発動することも十分可能。
- アクティブスキル：Rボタンと〇×△□のいずれかを押すことで、各ボタンに割り当てた攻撃スキルを発動できる。一度使うと数秒間使用できなくなる。キャラを使い続けると習得・強化する。中にはクラススキルというものがあり、対応する皇帝特権系インストールスキルによって強化可能。
- ラッシュ：サーヴァント系の敵に対して、ある程度攻撃を当てた後にクラススキルを当てるとその敵に追加でダメージを与えるラッシュが発生する。前作のエクステラマニューバに当たるが、単体攻撃。
- LINK状態：同セクター上に味方サーヴァントがいる場合、近くによることで光のラインで結ばれたLINK状態になる。この状態でラッシュを発生させると、LINK状態のサーヴァントがすべてラッシュに参加して威力が増す。
- クエスト内容：アイテム回収系は撤廃され、他も概ね条件が緩和された（宝具発動回数は増加）。また、エクステラマニューバの代わりであるラッシュは敵サーヴァントのとどめを刺す、というものも加わった。また、ランダムで1ステージに1人、2ランク上昇するボーナスクエストというものが追加された(対象クエストは吹き出しが出る)。クリア後、戦線に参加不可能なキャラのクエストも全て受けることが可能。
- ステージ進行：レジムマトリクスは撤廃され、特定のミッションをクリアしていくことでイベントが進行していく。セクターごとのイベントも増加。また、ボスは隣り合うセクターに一つずつ移動していくという形になり、こちらの移動速度より遅いため残存セクターの制圧がしやすくなっている。
- 友軍サーヴァント：制圧能力が強化されており、アグレッサーやシャドウサーヴァント程度なら独力で撃破可能。また、ボスサーヴァントのいるセクターや特定の未制圧セクターを侵攻してくれるようになった。
- 敗北条件：主人公は特定のセクターで待機しており、このセクターを進行されて攻撃されたり砲撃によってダメージを受け、0になると敗北となる。イベントによっては、味方サーヴァントの敗退も加わる。
- インストールスキル：上限は10となったが、改の上のランクとして真が追加された（VERY HARDでのみドロップ)。また、クリア後に強化値10に到達したスキル2つを素材として上のランクのスキルを合成できるようになったランク10となった真スキルは、他の特定のスキルと合成することで双方の能力を持つ「ダブル」となる。ダブルの色は効果に拘わらず白で固定。また、特定のクラススキルを強化できるスキルが追加された。入手経路としては、何度も攻撃を与えていくことで破壊でき、1ランク上のスキルがドロップする黒いアイテムボックスが追加された。
- 令呪：命令に「任意のセクターへの瞬間移動（1画消費）」が追加された。ただし、イベントによって到達不可能なセクターへは移動できない。
- ムーンドライブ：ムーンクラッチは削除され、ネロ・タマモもムーンドライブを使用する。発動方法はタッチに変更。また、ムーンドライブ発動中にもう一度発動すると宝具の簡易バージョンに近いドライブスキルを発動できるが、使用するとムーンドライブが解除される。

## ストーリー
霊子コンピュータ・"ムーンセル・オートマトン"の中にある霊子虚構世界・"SE.RA.PH."を舞台とした、月の聖杯戦争で勝利したマスターとネロは、指輪・”レガリア”を授けられ、かつて対峙した他のサーヴァントたちと共に"SE.RA.PH."の整備を始めた。だが、もう一つの"レガリア"・同じ"マスター"を携えた玉藻の前が彼らの前に立ちふさがる。
かくしてサーヴァントたちは新世界の支配権を懸け、しのぎを削りあう。しかし、その舞台となるムーンセルそのものもまた、もう一つの危機を迎えていた。

## 登場人物
過去作品（『Fate/EXTRA』など）を初出とするキャラクターについては、該当記事も参照。

### マスター
主人公
声 - 阿部敦（男性） / 石川由依（女性）
月の聖杯戦争の勝利者。ゲーム開始時に性別は選択、名前は自由に設定することができる。
服装は『EXTRA』『CCC』時の学生服ではなく、男主人公は白い神官服、女主人公は白いワンピースのような服装に変わっている。戦闘時はレガリアの中に格納され、魔力供給をダイレクトに行う。
ある事情により、精神・魂・肉体の3つに分断されており、根っこのところは同じであるものの気質に大きな差がある。外見はそっくりであるが、装飾品の色で判別可能。
精神
赤のマスター。精神活動を担当しており、非常に情熱的。臆面もなく手を握ったり最大限の賛辞を口にしたりするため、セイバーを大いに照れさせたりすること多数。
音楽CDに例えた場合、「出力された音」に相当するため、その存在は非常に不安定で器である魂か肉体と融合しないと最終的には消滅してしまう。
魂
青のマスター。情動を司る精神が抜けているためかクールかつ寛容。ただし、受け身なスタンスであり、ネロからは依存しているように見えるとも。不穏な様子を見せるキャスターのことを信じて見守っている。
肉体
緑のマスター。意識体を構築する精神と魂が存在しないため、ほとんどの記憶を失ってしまっており、かつてのサーヴァントの真名すら覚えていない。純粋であり、先入観に左右されない。女性の場合、3つの形態の中で唯一敬語でしゃべる。
そもそもが意識体であるセラフ内の主人公にとって肉体は便宜上の存在であり、精神と魂が抜け落ちた時点で思考なき人形と化すはずだったが、その存在を構築する基礎設定ともいえる部分が意思をもって動き出した。
『LINK』では衣装が探検家のような服装に変更され、新たにボイスが実装された。こちらではレガリアに入ることはなく、特定セクターでサポートを行う。

### 『Fate/EXTELLA』からの登場サーヴァント

#### ネロ・クラウディウス陣営
主将：セイバー / ネロ・クラウディウス
声 - 丹下桜 / 初出 - Fate/EXTRA
月の聖杯戦争を勝ち抜いたサーヴァント。自他ともに認める尊大で我侭な少女だが、認めた人間には敬意を払い、主人公のことも強く信頼している。
通常は『Fate/EXTRA』と同様の服装をしているが、フォームチェンジ時は金色の兜をかぶり（変身完了時には兜は脱いでしまっている）、白い鎧を身にまとい、炎を纏った体術を用いる。
エクステラマニューバでは「星馳せる終幕の薔薇（ファクス・カエレスティス）」を、宝具では「招き蕩う黄金劇場（アエストゥス・ドムス・アウレア）」と「童女謳う華の帝政（ラウス・セント・クラウディウス）」をセットで使用する。
セイバー・ヴィーナス
セラフ内において万能の願望器であるムーンセル・オートマトン、その権限全てを有する真のレガリア、人間の伝承が一切介在しない純粋な神具である軍神の剣、そして神性すらも獲得可能なセイバーの皇帝特権によってなる、奇跡の究極形態。
軍神の剣を媒介に神々の住まう次元へとアクセスし、自身とマッチする美神ヴィーナスを顕現させた姿。美しい翼とプラチナに輝く鎧、そしてあと数センチ小さくなったらモザイク間違いなしの胴体部が特徴である。
なお、顕現対象が美の神なのは、軍神は肌に合わず、音楽の神ではこの場を収めるには足りず、ということで主人公の主張に乗って選択された。
本来であれば軍神すら滅ぼした遊星の尖兵に敵うはずもないのだが、「愛」というファクターが付与されたセイバー・ヴィーナスはそのような尺度では測れない力を持つ。
フリーバトルでも使用できるのだが、本来のネロとは別枠扱いとなりレベル及び絆レベルは1のまま。さらに、サイドミッションによる絆レベルアップ不可・マネーイズパワーシステム使用不可・宝具及びムーンクランチ/ムーンドライブ使用不可、とゲームシステム上の性能は完全にネロの下位互換となってしまっている。幸い、絆レベル最大で入手できる礼装はない。
副官：アーチャー / 無銘
声 - 諏訪部順一 / 初出 - Fate/EXTRA
赤い外套を纏った、真名を持たない弓兵。皮肉屋で冷徹だが、面倒見が良く何でもこなせる。他3人と違い、配下は四騎いるといったネロ本人ですら誘ったのかどうか疑問形となっており、その出自は謎。同陣営のクー・フーリンとはあまり折り合いがよくない様子。
LINKでは髪が伸びた（前作の姿はセカンドコスチューム）。ロビンフッドが「緑のアーチャー」呼ばわりにされそうになって苦言を呈した際、「こちらもきつねうどん呼ばわりは勘弁してもらいたい」と口にするなど、割とノリがいいところも見せる。
エクステラマニューバでは「永久に遥か黄金の剣（エクスカリバー・イマージュ）」を使用。宝具「無限の剣製（アンリミテッドブレードワークス）」では、同陣営のネロ、ガウェイン、クー・フーリンの主武装を投影しての攻撃も織り交ぜる。
客将：セイバー / ガウェイン
声 - 水島大宙 / 初出 - Fate/EXTRA
アーサー王伝説に登場する円卓の騎士の一人。忠節と努力の人ではあるが、挫折を知らない天才であり、やや空気が読めない。 主人公のことを新たな主君として仰いでいる。
宝具は「転輪する勝利の剣（エクスカリバー・ガラティーン）」。敵として登場した場合のイベントでは聖者の数字による強化が行われる。ただし、LINKではそういったイベントは発生しない。
客将：ランサー / クー・フーリン
声 - 神奈延年 / 初出 - Fate/stay night
アイルランドの光の御子。乱暴そうに見えて気さくな性格だが、戦いでは一切容赦しない。
宝具は「突き穿つ死翔の槍（ゲイ・ボルク）」であり、今回の戦いに合わせて対軍仕様のものを切り札としている。
客将：アサシン / 李書文
声 - 安井邦彦 / 初出 - Fate/EXTRA
武の神髄を極めた拳法の達人。武を交える事は互いの覚悟信念の場であり、死は逃れぬ物と捉えている。戦闘好きなきらいはあるが、普段は割と温厚。
LINKではカール大帝側に所属する。なお、カール大帝の持つ洗脳能力を受けてはおらず、あくまで戦闘がしたいだけである。
宝具は「无二打（にのうちいらず）」。

#### 玉藻の前陣営
主将：キャスター / 玉藻の前
声 - 斎藤千和 / 初出 - Fate/EXTRA
月の聖杯戦争を勝ち抜いたサーヴァント。明るくも裏表のあるサーヴァントだが、マスターである主人公に対しては忠誠を貫き通す。なお、この作品ではサブサーヴァントであり、ややコンプレックス。どういう訳か、対外的には「傾国モード」なる冷徹な女王然とした振る舞いを見せるようになっている。
一方、支配者としてはややポンコツであり、配下の四騎が全員忠誠心ゼロであることに気付いていない。とりわけ、呂布については彼の出自や咆哮の意味を知らず、一番の忠臣だと思い込んでいる。
通常は『Fate/EXTRA』と同様の服装をしているが、フォームチェンジ時は青い導師服のような衣装を身にまとい、氷の魔術による攻撃をする。
作中にて、主人公に第二宝具候補として膝枕を披露した際は、「（あれは使えないから）こっちが第一宝具でいい」などと言われてしまった。
後述する特性のため本来カール大帝の洗脳を受けづらいはずであるが、主人公と生きたいという欲求が生まれたためかイベントで一時的に洗脳されてしまう。
エクステラマニューバで「常世咲き裂く大殺界（ヒガンバナセッショウセキ）」を使用、宝具は「水天日光天照八野鎮石（すいてんにっこうあまてらすやのしずいし）」により炎と氷の呪術攻撃を使用する。EXTRAに引き続き、本来対軍宝具であるのに正しい使われ方がされなかったが、LINKではようやく「全戦域における使用者側サーヴァントを魔力供給によって大幅に強化する」というまっとうな運用がなされたことで、本物(味方)であっても複製(敵)であっても猛威を振るうようになった(効果は敵味方で異なる)。
副官：ランサー / カルナ
声 - 遊佐浩二 / 初出 - Fate/Apocrypha
インド神話に登場する太陽神の息子。今作では片目が青くなっている。人間性を感じさせないが、極めて誠実で思慮深い性格。キャスター陣営にいる理由は「最初に自分に声をかけたから」とあまり忠誠心とは関係なく、必要以上のことはしない。タマモに対しては、義務感で協力しているところがあるが、彼女の人となり自体は気に入っている。
一方、エンディングにて見回りついでに食べ歩きをしているなど、割と俗っぽいところも。
LINKではカール大帝側に所属する。アルジュナとの決戦では専用のムービーイベントが発生する。
固有強化技で「日輪よ、具足となれ（カヴァーチャ・クンダーラ）」が使用可能。宝具は「日輪よ、死に随え（ヴァサディ・シャクティ）」で、使用後は防御力がダウンする。
小間使い：ランサー / エリザベート＝バートリー
声 - 大久保瑠美 / 初出 - Fate/EXTRA CCC
吸血鬼伝説の逸話を持つ連続殺人鬼。美しく有ることをモットーとした結果、自らをアイドルと自称する。経緯は不明だが、タマモに捕まって呪術を仕掛けられ、小間使いとしてこき使われている。ある事情により、途中で配下を抜ける。
エクステラマニューバで「不可避不可視の兎狩り（ラートハタトラン）」、宝具として「鮮血魔嬢（バートリ・エルジェーベト）」を使用する。
エリザベート・ヴォイド
声 - 大久保瑠美 / 初出 - Fate/EXTELLA
蘭詞篇のエリザベートがヴォイドセルに侵食された姿。性格は『CCC』より悪化したが性根は変化しなかった。シフトによって本流である金枝篇の世界にやってきていたが、LINKの世界ではいなくなっている。
客将：バーサーカー / 呂布奉先
声 - 安井邦彦 / 初出 - Fate/EXTRA
三国志に登場する武将。バーサーカーとして召喚されたことで理性と思考力を失っている。しかし、裏切りの武将としての気質は健在で、結局実行はされなかったがキャスターのことを裏切る気満々だった。なお、ちょっとした役ではあるが、陳宮も姿を見せる。
本来マスターも「主」なので裏切りの対象となるため非常に危険な英霊であるが、主人公のことは主ではなく参謀と認識しているため素直に制御されているということがLINKにおいて判明した。
セカンドコスチュームはロボ系デザインが多い。
宝具は「軍神五兵（ゴッド・フォース）」。
客将：ライダー / メドゥーサ
声 - 浅川悠 / 初出 - Fate/stay night
ギリシャ神話に登場するゴルゴン三姉妹の末妹。あまり忠誠心らしいものを見せず、嫌みや苦言を口にすることもしばしば。
LINKではカール大帝側に所属する。
宝具は「騎英の手綱（ペルレフォーン）」。もう一つの宝具「他者封印・鮮血神殿（ブラッドフォート・アンドロメダ）」もステージギミックとして登場。

#### アルテラ陣営
主将：セイバー / アルテラ
声 - 能登麻美子 / 初出 - Fate/Grand Order
地上に存在しないとされていた謎の英霊。高潔ながらも理性を持っているが、どこか空虚な目をしている。破壊の機械を自称し、その一撃は通常攻撃ですら宝具相当の威力を持つ。実は胸が小さいことを気にしており、指摘されると不機嫌になる。
後述する巨神の端末であり、彼女が感じたものは巨神は夢で見るような感覚で共有する。一方、人格面は異なる。「この夢はいつ覚めるのか」とよく口にしている。
初出は『Fate/Grand Order』だが、設定的には本作に先駆けての先行登場という扱いがなされていた。なお、当作のアルテラは英霊の座にはいないため、FGOに登場する彼女とは厳密には別人である。
配下としているサーヴァントは英霊の中でも特殊・ハイスペック揃いであるが、彼らがアルテラに従うのは忠誠でも力による隷属でもなく、個々人のアルテラに対する考えによるもの。一方、タマモの配下と違って裏切る気は一切ない。
彼女の持つ三色の光条を刃とする「軍神の剣（フォトン・レイ）」は、かつて軍神マルスから奪い取った本物の「神の剣」であり、神造兵器のプロトタイプ。なお、彼女がこれを入手したのはギルガメッシュが生まれる前である。現在この剣は彼女の所有物として世界に登録されており、彼女が手に持ったあらゆる長物はすべて軍神の剣と化す。この特性はFGOの彼女にも引き継がれている。
宝具は軍神の剣の柄を空に向けて光を放ち、天から放たれた光を魔法陣で受けて無数のレーザーを降り注がせる「涙の星、軍神の剣（ティアードロップ・フォトン・レイ）」。しかし、これはあくまで設定などを考慮しない見た目上の話であり、実際は全くの別物。柄から放たれる光はエネルギーなどではなく逆照準レーザーともいえるもので、軍神に剣を奪った自分がいる場所を教え、自身めがけて放たれた軍神の怒りを無理矢理軌道を変えて相手に叩きつけている。もはや宝具どころかアルテラによる攻撃ですらなく、純然たる「神の権能」の軌道変更だけでも莫大な魔力を消耗し、万が一失敗しようものなら自分に直撃するという半自爆技。発動前のセリフは詠唱ではないらしく、LINKでは簡素なものとなった。
巨神アルテラ / セファール
『EXTELLA』におけるアルテラの本体。1万4千年前に飛来した。なお、巨神である姿は参考にした生物の10倍程度のサイズになるという特性ゆえである（それでも、端末を作り出して半分くらいに縮小したらしい）。普段は不器用だが、温厚。ただし、人間の常識をやや誤解しているところがある。
実は3つの人格を抱えており、端末と人格が異なるのはそのうちの一つが表出しているため。
史実に存在するアルテラは、かつて聖剣の一撃で崩れ去った巨神のリアルボディ頭部の残骸である遺跡に存在していた赤子が成長したもの。端末のアルテラはそれのコピーである。アルテラという名前も当時のアッティラ・ザ・フンという名前がかわいくないからと付け直したもので、巨神にはそもそも名前がない。
アルテラ・ラーヴァ
金詩篇の終盤で巨神アルテラが生まれ変わった幼年体としての姿。『LINK』では必要に応じてアルテラに変身する。
2019年1月31日よりダウンロードコンテンツとしてプレイアブルキャラクター化と正式名称が設定された。ボイス・アクションなどはすべて通常のアルテラと異なったものが用意されている。ラーヴァという名前もそれにあたって判明したもので、作中では「アルテラ」で共通していたためプレイヤーからはもっぱら「幼体アルテラ」と呼ばれていた。
副官：アーチャー / ギルガメッシュ
声 - 関智一 / 初出 - Fate/stay night
メソポタミア神話に登場する「人類最古の英雄王」。ある因縁により、アルテラに協力するトップサーヴァント。厳しいことを言うことも多々あるが、副官としてのアドバイスは的確。また、同陣営の面々とは面白い会話を繰り広げるなど、あまり見られなかった姿を見ることができる。
LINKではその多大な魔力によりキャスター適正も持つことが明言された。その為、カール大帝の機動聖都の魔力源として搾取されており、主人公が訪れた際は上から目線ながら割とストレートに助けを求めていた。
宝具は「天地乖離す開闢の星（エヌマ・エリシュ）」。また、「王の財宝（ゲート・オブ・バビロン）」を度々攻撃で使用する他、セクターを超えての砲撃としても使用してくる。
客将：ルーラー / ジャンヌ・ダルク
声 - 坂本真綾 / 初出 - Fate/Apocrypha
トップサーヴァントの一人で、フランスを救った救国の聖女。まじめで信心深いが、それが仇になることもある。ルーラー及びスキル「啓示」によるものとは関係なく、ジャンヌという一個人の考えとしてアルテラに導きの手を差し伸べる。
宝具は「紅蓮の聖女（ラ・ピュセル）」。使用後は強制的にHPが0になるため、令呪または復活効果のあるインストールスキルとの併用を前提としている。さらに、このHP減少はダメージとして判定されるため、使用するとシナリオ評価が低くなりやすい。
客将：ライダー / イスカンダル
声 - 大塚明夫 / 初出 - Fate/Zero
マケドニアの征服王。豪放磊落を地で行く人物。ライダーながら近接戦闘で強大なアルテラに五分の勝負を見せた。しかも、それですらまだ本調子でなかったという強力無比な武を誇るトップサーヴァント。
LINKでは第3勢力に当たり、宝具を使って独自の戦力を展開している。とはいえ、ほとんどアルテラやカール大帝を巡る抗争には参加しない。
宝具は「王の軍勢（アイオニオン・ヘタイロイ）」。

#### 無所属サーヴァント
セイバー / アルトリア・ペンドラゴン
声 - 川澄綾子 / 初出 - Fate/stay night
ブリテンを守護するアーサー王。本作ではムーンセルによって召喚された防衛システムとして登場する。
特定のステージ・特定のセクターで特定の行動をとるとレジムマトリクス完成後に出現し、ボスを撃破する前に倒すことでサブメンバーとして加入する（セクターの防衛は行わない）。
LINKでも引き続き中立のシステム管理者の立場。いわゆる「アルトリア顔」に対して言及が入ったりする。
宝具は「約束された勝利の剣（エクスカリバー）」。
キャスター / アルキメデス
声 - 興津和幸 / 初出 - Fate/EXTELLA
天才数学者。技術・功績及び、理性と合理性を優先する性格を評価され、SE.RA.PH.からセキュリティを一任された特殊なソロ・サーヴァント。計算のもたらす定量的な美しさを愛している。
術式を解析・修復するスキル「術理解明：EX」を有しており、ライダーの鮮血神殿の要となっているセクターを即座に看破している。また、生前の不名誉な逸話によるスキル「殺戮技巧」によって、作成するあらゆる道具には相手を殺す機能が付与される。
EXTELLAにおける黒幕。物語開始前にヴェルパーに接触しヴォイドセルに侵食されていたがLINKではなかったことにされた。その場の思い付きで動いてはあらゆる行動においてろくな結果を引き起こさないエリザベートのことは、「ほしい物は何一つ持たず、嫌がることは自分以上に理解している、ある意味天才」と毛嫌いしており、早く死ねと堂々と言い放っている。
宝具は「集いし藁、月のように燃え尽き（カトプトロン カトプレゴン）」。
陳宮（ちんきゅう）
初出 - Fate/EXTELLA
呂布が生前に気を許していた数少ない人物の一人。呂布シナリオのエンディングでのみ登場する。

### 「LINK」からの登場サーヴァント

#### 主人公陣営
セイバー / シャルルマーニュ
声 - 木村良平 / 初出 - Fate/EXTELLA LINK
カール大帝とも呼ばれるが、自らは王に向いていないと自称している。かっこよさに重きを置いた価値観を持っており、自分やマスターが危機に遭ってもその価値観は揺らぎにくい。後述するカール大帝と同一の存在であるが、こちらはカール大帝の「物語」を基にした英霊であるため、聖剣ジュワユーズが聖剣としての神秘性を有している。耐久がC、敏捷がB、それ以外はすべてAという高い水準のステータスを持つ。また、王道踏破というスキルにより、自分のやっていることがかっこいいか否かで強さが変動する（この影響か、スペックが異なるカルナとの宝具の撃ち合いでもぎりぎり押し負ける程度で済んでいる）。
エリザベートのことを、「純度の高いアストルフォ(ルビはスカポンタン)の匂いがする」として十二勇士向きであるとしており、十二勇士というものに疑問を持たれている。
なお、カール大帝として活躍した頃よりも前を描いたシャルルマーニュ物語をモチーフとするためか、物語の記憶を持つ一方でそれ以降の記憶は朧げ。
宝具は「王勇を示せ、遍く世を巡る十二の輝剣（ジュワユーズ・オルドル）」。この真名解放には彼の持つ聖騎士帝：EXのスキルを必要とし、それゆえにカール大帝では使用ができない。もう一つの宝具「我が儚き栄光よ（シャルル・パトリキウス）」は主人公達陣営のベースキャンプとなる。
ライダー / アストルフォ
声 - 大久保瑠美  / 初出 - Fate/Apocrypha
シャルルマーニュ十二勇士の一員である、女装した美少年。能天気な性格で騎士としての実力は低いものの、様々な宝具を用いて窮地を乗り越えてきた。月に理性を置いてきたという逸話のためか、ムーンセルにおいては時々妙に鋭い様子を見せる。内心カール大帝とシャルルマーニュのどちらに従うべきか揺れているのか、本来はシャルルマーニュ側だが早々に天声同化を食らい、殴られてまた早々に洗脳が解除された。
なお、シャルルマーニュですらスカート姿は驚きだった様子。
宝具は「この世ならざる幻馬（ヒポグリフ）」 。

##### 主人公陣営・別働隊
アーチャー / ロビンフッド
声 - 鳥海浩輔 / 初出 - Fate/EXTRA
森を主戦場とする義賊。偉業をなした数々のロビンフッドと同一視されるのを良しとしておらず、シャルルマーニュに「卿」付けで敬わないように言ったりしている。
宝具「祈りの弓（イー・バウ）」。
アーチャー / アルジュナ
声 - 島﨑信長  / 初出 - Fate/Grand Order
「マハーバーラタ」に登場する大英雄で、カルナの宿命のライバル。シャルルマーニュ側についているのもそれが理由だが、職務には忠実。もっぱら別動隊を率いてプレイヤーが選択しなかった戦場での指揮を担当する。
宝具は「破壊神の手翳（パーシュパタ）」。上方にエネルギーを打ち出して雨のように降り注がせる対軍バージョンと直接相手に向けて放つ対人バージョンがある。後者はカルナとの決闘で使用。

#### カール大帝陣営
ルーラー / カール大帝
声 - 井上和彦 / 初出 - Fate/EXTELLA LINK
シャルルマーニュのモデルとされる西ヨーロッパ最大の覇王。「世界」と書いて「かみ」と読む、敬虔な教徒。シャルルマーニュが「物語」の英霊であるのに対し、こちらはカール大帝の「史実」を基にした英霊で、リアリズムの権化。部下の失敗を許すなど寛容である。ネロ同様、皇帝特権を有するが、自己申告で「大帝特権」に変化している(ランクはA+)。ハートのキングのモチーフであり、セカンドコスチュームもそれを意識したようなデザイン。
普段は一人称が「余」で王らしい振る舞いを見せるが、プライベートでは「私」になり口調も若干砕けたものとなる。また、プライベートルームも王様っぽい豪華なものではない方がいいらしい。
生前成し遂げられなかった世界統一を目指し、どういう経緯かセラフに召喚されたことで活動を開始した。
戦場・国など「面」を支配する王としての資質はこちらが上だが、魔術師によって行使される「点」であるサーヴァントとしての性能は総合的にシャルルマーニュが上。ルーラークラスであるため、対魔力はEXとなっている。なお、本来ルーラークラスの条件は「聖杯に託す願いがないこと」であり、野望に燃える彼は不適合のはずである。
スキル：カリスマが異星鍵（モノリス）なるヴェルバー関連の物体の力によって変化した天声同化（オラクル）というスキルを持つ。これは、「自分のため」という都合と「カール大帝のため」という都合が同一化されるようで、人格面に一切影響がないにもかかわらずカール大帝の忠実な部下となる。さらに、彼に少しでも賛成・同調してしまうと発動、と非常に条件が軽い。一方、洗脳強度は対象によってまちまちで、殴れば元に戻る場合もあれば死ぬまで解けない場合もある。また、精神耐性がある場合は防がれてしまうが、理性がないバーサーカーには特攻である様子。
本来の彼は、「全ての人間が笑い合える世界」という理想を捨てきれなかった極度のロマンチストである。しかし、その理想を達成するにはあまりに非情な世界と渡り合うためにリアリストになることしかできなかった。これには、かつてアルテラの遺跡でアルテラの姿を目にしてからはロマンチストの側面が切り捨てられた、という経緯もある。シャルルマーニュはこの時捨てた夢の残滓ともいえる。二人の「カール大帝」が召喚されたのは今回ばかりの例外であり、次に召喚されるであろうカール大帝は理想と現実を併せた存在になるらしい。
宝具は「聖なるかな、今こそ威光が地に満ちる（カルロス・パトリキウス・アウクトリタス）」。また、宝具「聖剣ジュワユーズ」、拠点である機動聖都にして彼自身の鎧「カロルス・パトリキウス」と大規模天声同化「カロルス・パトリキウス・ディミッテ」がある。なお、カロルス・パトリキウスは離れていても部分的に召喚して攻撃に利用できる。ただしこちらで持つジュワユーズは物語が後付けされた聖剣に過ぎず、すなわち「聖剣の称号を持ったただの武器」である。
ライダー / フランシス・ドレイク
声 - 高乃麗 / 初出 - Fate/EXTRA
大航海時代を生きた海賊兼冒険家。戦場では、もっぱら主人公に直接ダメージを与える砲撃を行う。カール大帝には金で雇われており、天声同化は受けていない。
宝具は「黄金鹿と嵐の夜（ゴールデン・ワイルドハント）」。
ランサー / スカサハ
声 - 能登麻美子  / 初出 - Fate/Grand Order
影の国の女王で、クー・フーリンの師匠でもある。SE.RA.PHにおけるトップ・サーヴァントの一騎。
彼女の望みは「生きたい」ではなく「死にたい」であるためか、天声同化の影響を不完全ながら受けている。
宝具は「死溢るる魔境への門（ゲート・オブ・スカイ）」 。
キャスター / ジル・ド・レェ
声 - 鶴岡聡 / 初出 - Fate/Zero
ジャンヌの盟友であり、彼女に崇拝にも近い感情を抱くフランスの元帥。火刑に処された後は快楽殺人鬼となり青髭のモデルとなる。COOLが口癖。本作では、何だかんだで待望のジャンヌとの共闘が実現、その果てにかなり珍しい表情を見せる。海魔による主人公への直接攻撃や魔術によるサーヴァントの強化を行う。実は天声同化の影響を受けていない。
宝具は「螺湮城教本（プレラーティーズ・スペルブック）」。
バーサーカー / ダレイオス三世
声 - 安井邦彦 / 初出 - Fate/Grand Order
アケメネス朝ペルシア最後の王。イスカンダルとは因縁がある。戦場では宝具を使っての軍勢を各セクターにけしかけてくる。呂布と異なり、発言の内容はほとんど分からない。
宝具は「不死の一万騎兵（アタナトイ・テン・サウザンド）」。処理が重いらしく、発動時は若干ロードを挟む。
バーサーカー / ランスロット
声 - 置鮎龍太郎 / 初出 - Fate/Zero
円卓の騎士の一人で、「湖の騎士」と称される。狂化によって理性が失われているが、スキル「無窮の武練」によって技の冴えが失われていない。彼自身は特殊な行動はしないが、スキル：擬態を駆使してジルなどによってアサシンのような襲撃を仕掛けてくる。
宝具は「騎士は徒手にて死せず（ナイト・オブ・オーナー）」。本作のランスロットは「Zero」で使用した銃器や宝具演出でF-15Jを召喚している。

## ステージ
咲き誇る薔薇の帝都　Mare Aurum：黄金の海
ネロの領域。芸術家を自称する彼女らしく、ローマをモチーフとした煌びやかな雰囲気だが、エリザベートが勝手に作ったライブステージやガウェイン用の集光セクターが存在する。
娯楽に耽る千年魔京　Mare Luxuria：色欲の海
玉藻の前の領域。平安京をベースとした桜並木や神宮など和のテイストが随所に散りばめられているが、ディスコクラブのようなセクターも存在する。制圧されるまでの間、プレイヤーを外に出さない機構を持ったセクターも存在する。
星海交わる混沌宮殿　Mare Origo：原初の海
トップサーヴァントたちの領域。城の庭園や遺跡を彷彿とさせる、崩壊した宮殿のようなモチーフ。
かつて在りし運命の街　Mare Melum：災の海
他の聖杯戦争の可能性を再現したとして、『Fate/stay night』などに登場した冬木市をモチーフにしたエリア。霊地にそびえたつ寺院と肉塊や新都市を思わせる高層ビルが立ち並ぶ。

## 用語
レガリア
「王権」とも呼ばれる。指輪の形をしており、本来の所有者は主人公であるが、基本的にパートナーのサーヴァントが所持している。ある事情により、現在は主人公同様3つに分断されている。
ムーンセルから託された委任状のようなもので、ムーンセルの全権を運用できる。
セイバーらはこの機能によって自身の領域を思い思いに改装したり攻性プログラムを使役したりしている。主人公を指輪に宿して戦場に同行させる機能もその一つ。しかし、その機能を完全に把握できているわけではない。
ヴェルバー
別名「捕食遊星」。名の通り、対象を捕食する能力を持つ星。直接食らいつくわけではなく、「星舟」と呼ばれる侵略プログラムを内蔵したキャリアを射出し、破壊することにより吸収する。某者曰く「収穫」。
かつて14000年前にも到来し、ムーンセルに星舟を落としてその内部をクラッキングし、奪った機能を使って強大な力を持つ分身体を地上へと実体化させることで生命も文明も蹂躙した。その結果、観測できるはずだった膨大な「イフの未来史」が失われることとなった。
そのため、観測に特化し自身への攻撃さえも干渉・介入と捉える「管理の怪物」たるムーンセル・オートマトンが唯一敵と捉える存在。さらに、地球の外から来たがゆえに地球上の物語に由来する各種能力が機能しづらく、万が一再到来した場合は宇宙で活動できる・星を破壊できるなどの途方もないエピソードがなければ迎撃しようもない、という英霊にとって非常に相性の悪い相手でもある。
作中ではヴェルバーに汚染された者の意志によって危機が発生しているが、ヴェルバーそのものに意志があるかは不明。
セファール
通称「白い巨人」。星舟によってもたらされた遊星の尖兵、アンチセルと呼ばれる存在で、ムーンセル及び地上を蹂躙した実行者。
破壊することでその存在を吸収し、さらに巨大化していくという凶悪無比な特性を持つ。さらに、その構成因子は生物をウィルスのように侵食し、同様の特性を付与させて凶暴化させることが可能。ただし、最終的には自壊してしまう。
命乞いの果てに生き延びた一部の神々を除き、多くの神々と生命と文明を破壊し世界を絶望で包み込んでいたが、星の祈りによって生み出された聖剣によって体を貫かれて崩壊。合わせて、その隙にムーンセル内部にいたセファール本体も封印された。
封印は汚染区画を光の届かない「未明領域」とすることで行われている。これにより、光を介する情報媒体であるムーンセルと断絶状態となったが、ムーンセルとしても体の一部を切り捨てた状態となっている。
量子記録固定帯（クォンタム・タイムロック）
ムーンセル・オートマトンの標準機能。
ムーンセルは並行世界を含めたあらゆる可能性を観測しているが、無限に増殖する可能性分岐をすべて記録していては限界が来てしまう。そのため、一定周期で最も安定性の高い可能性を一つ選出し、それを「人理定礎」という確定事象とする。その基準点が量子記録固定帯である。
端的に言えば世界ループを可能とする起点と終点が決まっており、人理定礎を超えた時空間移動は不可能ということである。ただし、その範囲で時空間移動を行ったとしても、サーヴァントを含めて並みの存在では負荷に耐えることは不可能。人理定礎に繋がらないかけ離れた可能性は剪定される。確定された可能性以外はすべて剪定されてしまうのかは判然としないが、「編纂事象」というものがあるため、ある程度近しければ免れる可能性がある。なお、時空間移動はEXTELLAの時点でヴェルバー側の悪用が確認されたため、後にタイムロック前でも実行不可能となった（作中はムーンセルが休眠状態であったためかこの処理は行われなかった）。LINKでは別の可能性世界から転移してきた自分がいた人物は、本来発生すべき「その世界にいた元居た当該人物は別のよく似た並行世界に弾き飛ばされる」という現象が発生していない状態となっている。
直近の量子記録固定帯は主人公とレガリアが3つに分断されたタイミングで、作中で次の量子記録固定帯到達直前までいっているため、そのサイクルは割と早い。時間にして約一か月。
なお、敵であるヴェルバーに関する情報は別枠なのか、EXTELLA開始直前のタイムロックよりも前にヴェルバーに汚染されていた、つまりEXTELLA終了後からいかなる選択を経たとしても汚染されているはずの人物が正常な状態でLINKに登場している。
トップ・サーヴァント
大英雄と呼ばれる英雄、もしくはエクストラクラスで召喚された七騎のサーヴァント。
LINK時点ではセイバー：アルトリア、アーチャー：ギルガメッシュとアルジュナ、ランサー：カルナとスカサハ、ライダー：イスカンダル、ルーラー：ジャンヌが確認されている。
ランサーはロルムスも該当すると明言されているが本シリーズには未登場。

## スタッフ
Fate/EXTELLA
- シナリオ - 奈須きのこ
- シナリオアシスタント - 桜井光
- 「Fate」シリーズキャラクター原案 - 武内崇
- キャラクターデザイン - ワダアルコ
- 音楽 - 芳賀敬太、永田大祐
- OPアニメーション制作 - シャフト
- 開発 - マーベラス

Fate/EXTELLA LINK
- 監修 - 奈須きのこ
- シナリオ - 東出祐一郎、小太刀右京／チーム・バレルロール
- 「Fate」シリーズキャラクター原案 - TYPE-MOON
- キャラクターデザイン - ワダアルコ
- 音楽 - 岡部啓一、MONACA（高田龍一、帆足圭吾、瀬尾祥太郎）
- 音響監督 - 榎本覚、藤原もりじ
- 音声収録 - 鬼澤仁之介
- 音声編集 - 一戸良平、河野健祐、山中健司、加峯廣一
- 開発 - マーベラス ファーストスタジオ
- プロデューサー - 佃健一郎

## 主題歌

### Fate/EXTELLA
「ex:tella」
作詞 - KOTOKO / 作曲 - 西木康智 / 編曲 - 前口渉 / 歌 - ELISA

### Fate/EXTELLA LINK
「JUSTICE」
作詞 - 大塚利恵 / 作曲・編曲：津波幸平 / 歌 - 春奈るな

## 漫画
Fate/育ステラ
ヤングエースUPにて連載。作画は兎ろうと。
本編の並行世界にて、赤ちゃんの姿になってしまったマスター（主人公）をサーヴァントたちがお世話するギャグ漫画。